# Hurup (plaats)
Hurup is een plaats in de Deense regio Noord-Jutland, gemeente Thisted. Hurup telt 2794 inwoners (2006). Tot 2007 behoorde de plaats tot voormalige gemeente Sydthy waarvan het de hoofdplaats was.
Het Heltborg Museum is hier gevestigd.
Hurup ligt in de streek Thy, het zuidelijkste gebied van het Deense eiland Vendsyssel-Thy. Het is een echte stationsplaats. Voordat het station in 1882 werd geopend bestond al wel de parochie, maar het plaatsje groeide rond het stationnetje.  Hurup is over de weg bereikbaar via weg 545. 